# عاتكة بنت شهدة
عاتكة بنت شهدة هي قينة عربية من القرن الثامن، كانت موسيقية وملحنة ومغنية وشاعرة.